# Enamorada de ti
Enamorada de ti è un album di remix postumo della cantante statunitense Selena, pubblicato nel 2012.

## Tracce
1. No me queda más – 3:11
2. Amor prohibido (feat. Samo) – 4:26
3. Tus desprecios – 3:32
4. Como la flor (feat. Cristian Castro) – 2:56
5. Fotos y recuerdos (feat. Don Omar) – 3:13
6. Bidi bidi bom bom (feat. Selena Gomez) – 4:15
7. Ya no (feat. Carlos Santana Band) – 3:28
8. Techno Cumbia 2012 – 3:15
9. El chico del apartamento 512 – 3:28
10. Enamorada de ti (feat. Juan Magán) – 2:59